# John Oballa Owaa

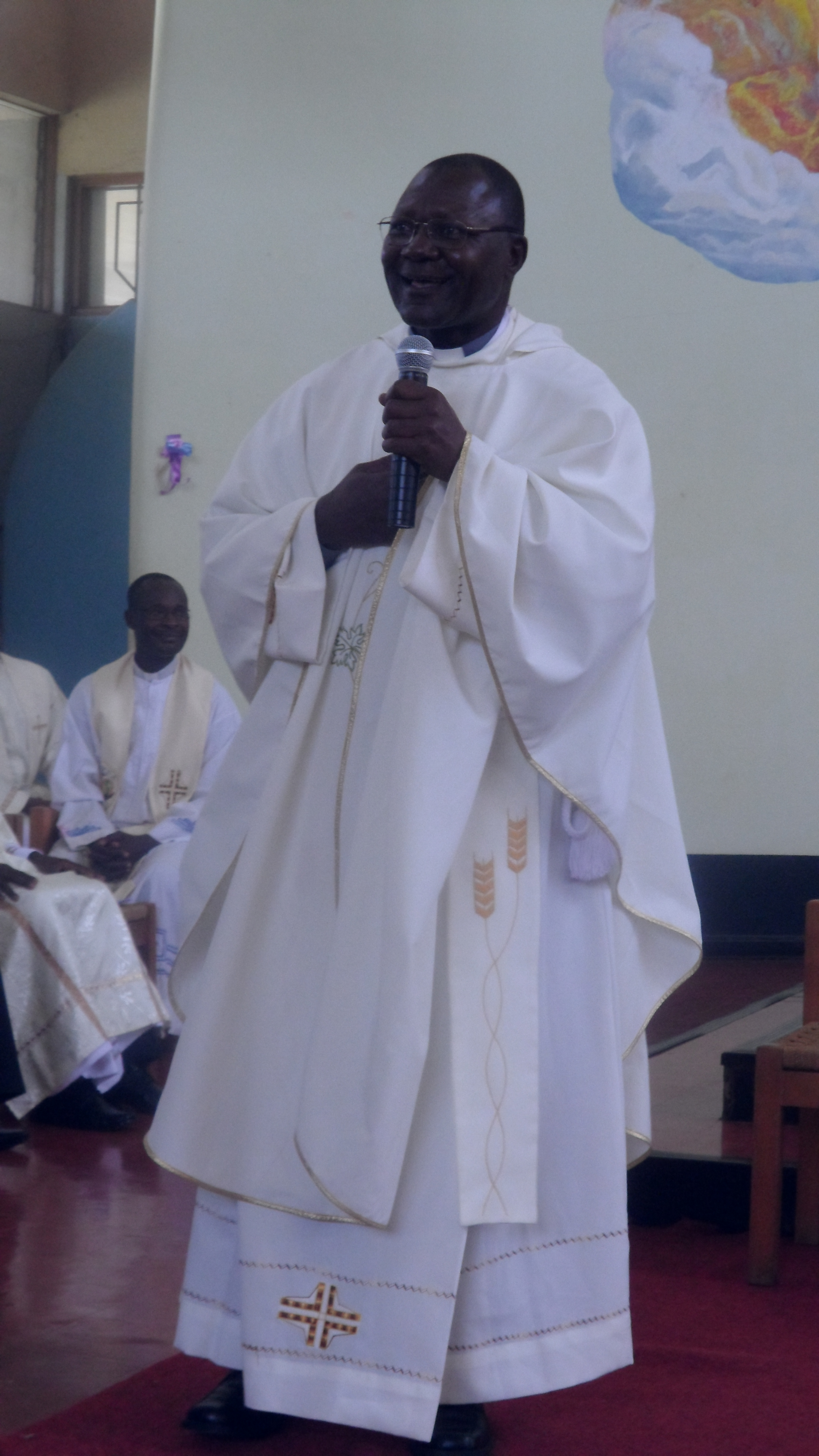
John Oballa Owaa 2012

John Oballa Owaa (* 28. August 1958 in Ahero) ist Bischof von Ngong.

## Leben
John Oballa Owaa empfing am 28. August 1986 die Priesterweihe. Papst Benedikt XVI. ernannte ihn am 7. Januar 2012 zum Bischof von Ngong.
Der Erzbischof von Nairobi, John Kardinal Njue, spendete ihm am 14. April desselben Jahres die Bischofsweihe; Mitkonsekratoren waren Zacchaeus Okoth, Erzbischof von Kisumu, und Boniface Lele, Erzbischof von Mombasa.